# Nevekat
Nevekat ali Nevkat je bilo mesto na svilni cesti, ki je cvetelo od 6. do 12. stoletja. Stalo je v bližini sedanje vasi Krasnaja rečka v dolini reke Čuj v Kirgizistanu, približno 30 km vzhodno od Biškeka. Bilo je eno od najpomembnejših trgovskih središč v regiji. Leta 2014 je bilo vpisano na Unescov seznam svetovne dediščine kot del najdišč v azijskem delu svilne ceste. 

## Arheološko najdišče
Nevekat je imel dve obzidji. Prvo okoli šahristana, tradicionalnega upravnega središča tovrstnih mest, in drugo, dolgo več kot 18 kilometrov, okoli javnih zgradb, trgov, vrtov in celo kmetij. V severovzhodnem delu mesta je bila citadela, zgrajena na masivni zemljeni ploščadi. Prostornina ploščadi je bila približno 13 milijonov kubičnih metrov, zato je verjetno največja gomila na svetu, ki jo je ustvaril človek. 
Med arheološkimi izkopavanji so odkrili zlato pogrebno masko in 8 metrov dolg kip ležečega Bude v enem od dveh budističnih templjev. Druge najdbe kažejo na prisotnost budistov, zoroastrov, nestorijanov in manihejcev. 